# Scribner (uitgeverij)
Scribner of Charles Scribner’s Sons is een Amerikaanse uitgeverij gevestigd in New York.

## Geschiedenis
Scribner werd 1846 opgericht door Charles Scribner (1821-1871) en was oorspronkelijk een uitgever van religieuze literatuur. Enkele decennia later begon de uitgeverij ook romans en het literaire tijdschrift Scribner's Monthly uit te geven. In 1984, nadat Scribner in 1978 Atheneum had verworven, ging de uitgeverij samen met Macmillan, waarvan het een dochtermaatschappij werd. Paramount, het moederbedrijf van Simon & Schuster, kocht op zijn beurt in 1994 Macmillan.
Scribner is vooral bekend geworden door het publiceren van het werk van Amerikaanse auteurs zoals Ernest Hemingway, F. Scott Fitzgerald, Henry James, Kurt Vonnegut, Stephen King, Robert Heinlein, Thomas Wolfe, George Santayana en Edith Wharton.

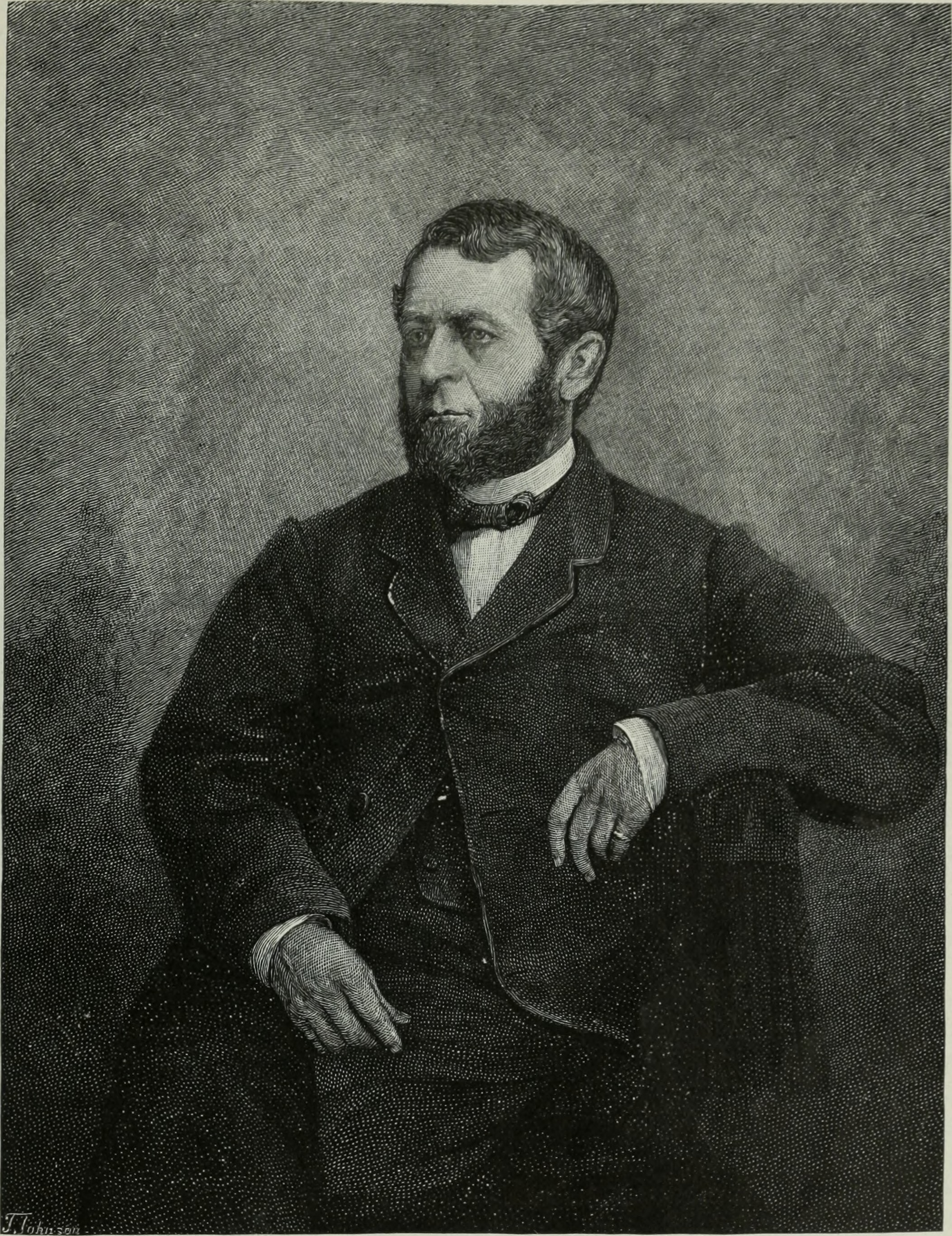
Charles Scribner
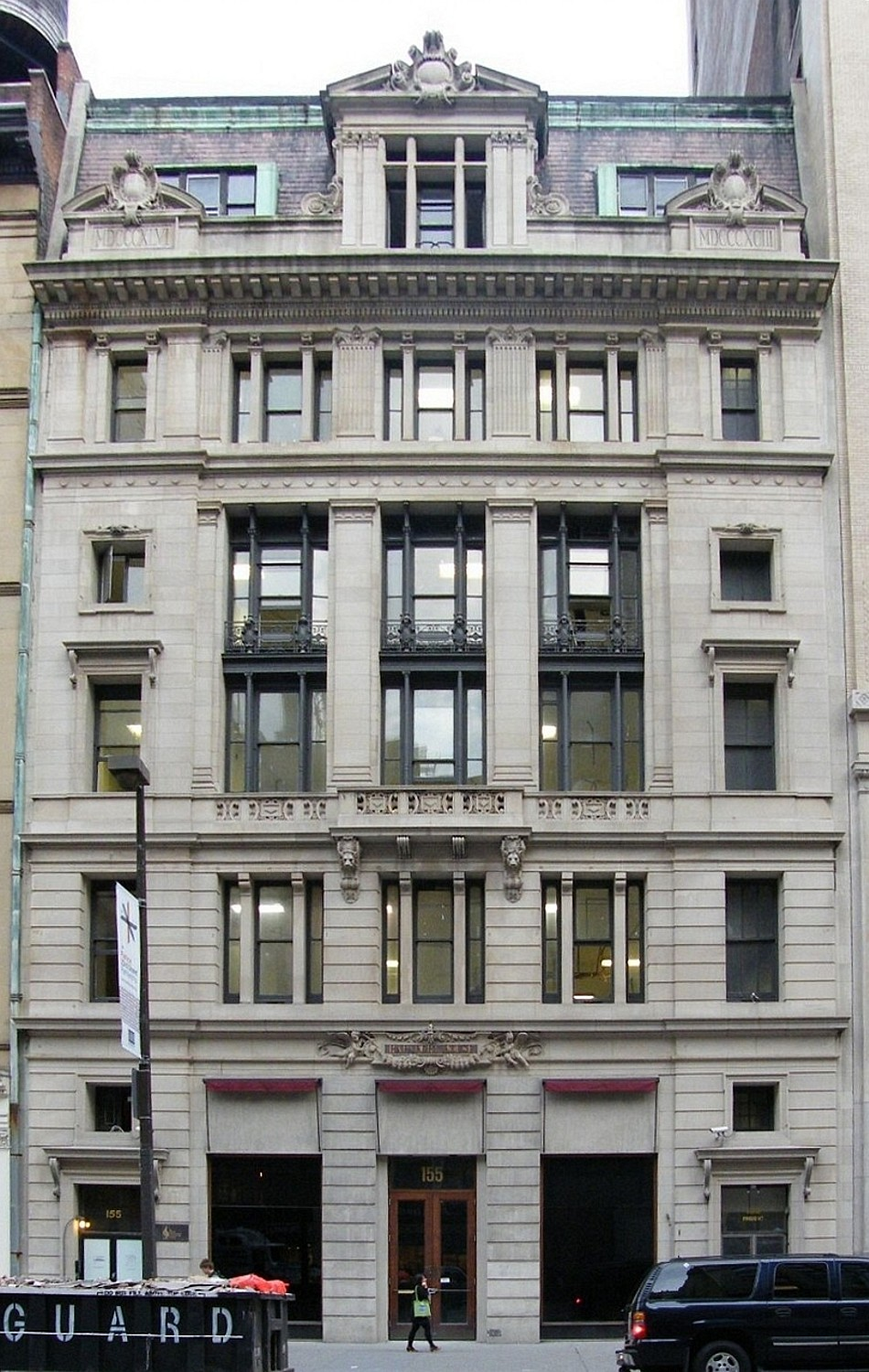
Hoofdkantoor (2008)